# Ron Ziegler

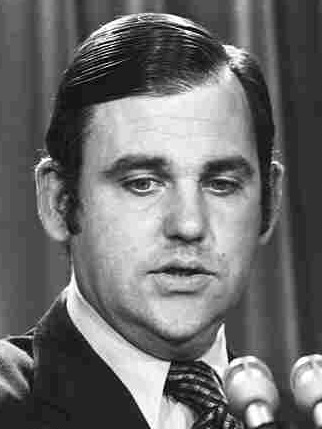
Ron Ziegler

Ronald Louis „Ron“ Ziegler (* 12. Mai 1939 in Covington, Kentucky; † 10. Februar 2003 in Coronado, Kalifornien) war unter Präsident Richard Nixon von 1969 bis 1974 Pressesprecher im Weißen Haus.

## Leben
Ziegler wurde in Kentucky geboren. In seinen College-Ferien arbeitete er in Disneyland als Touristenführer im 'Abenteuerland'. 1962 war er erstmals für den späteren Präsidenten tätig; Ziegler war freiwilliger Helfer bei Nixons Wahlkampf zur Gouverneurswahl in Kalifornien.
1969 wurde Ron Ziegler mit 29 Jahren jüngster Pressesprecher des Weißen Hauses. Er war auch zur Zeit des Watergate-Skandals Nixons Pressesprecher und bezeichnete das Eindringen in den Watergate-Gebäudekomplex 1973 als „drittklassigen Einbruch […] Das ist eine Sache, die mit dem politischen Prozess nichts zu tun haben sollte.“
Später, als auch Harry Robbins Haldeman stark belastet wurde, sagte er dem Pressekorps: „Ich respektiere die freie Presse. Aber ich respektiere nicht jene Art schäbigen Journalismus, wie er von der Washington Post praktiziert wird.“
Später stellte sich dann heraus, dass Ziegler unzulänglich informiert gewesen war.
Manchmal konnte Ziegler aber auch das Opfer einer Unbeherrschtheit von Richard Nixon sein. Bei einem Auftritt in New Orleans im August 1973 wurde beobachtet, wie der wütende Präsident Ziegler an der Schulter packte und ihn von sich wegschubste, weil Ziegler andere Journalisten nicht vom Präsidenten ferngehalten hatte.
Ziegler war fanatisch in Sachen Loyalität gegenüber seinen Vorgesetzten Haldeman und Nixon. Daher trug er auch den Spitznamen „beaver patrol“ (nach beaver = Biber – einer Pfadfinderorganisation).
Im Februar 2003 starb Ziegler an einem Herzinfarkt.